# Банкс (окръг, Джорджия)
Окръг Банкс (на английски: Banks County) е окръг в щата Джорджия, Съединени американски щати. Площта му е 606 km², а населението - 16 445 души. Административен център е град Хоумър.